# Панеро, Леопольдо Мария
Леопо́льдо Мари́я Пане́ро Бланк (исп. Leopoldo María Panero Blanc; 16 июня 1948, Мадрид — 5 марта 2014, Лас-Пальмас-де-Гран-Канария) — испанский поэт и прозаик, принадлежал к группе «Новейшие» (исп. Novísimos), одна из наиболее активных и ярких фигур своего поколения.

## Биография
Сын известного поэта, сторонника фаланги Леопольдо Панеро, поэтами были также его дядя Хуан Панеро (1908—1937, погиб в автокатастрофе) и старший брат Хуан Луис Панеро (род. 1942). Изучал философию и литературу в Мадридском университете Комплутенсе, французскую филологию — в Главном университете Барселоны. Примыкал к радикальным левым группировкам, побывал в тюрьме. В студенческие годы пристрастился к наркотикам. В 1970-е годы впервые оказался в психиатрической лечебнице. В конце 1980-х годов решил постоянно поселиться в психиатрической клинике г. Мондрагон, через десять лет обосновался в психиатрической больнице г.Лас-Пальмас на Канарских островах.

## Панеро в кино
В 1976 году участвовал вместе с матерью и братьями в документальном фильме Хайме Чаварри Расколдование, посвящённом их отцу, семье и франкистской эпохе (см.:  Архивная копия от 13 января 2009 на Wayback Machine), в 1994 году — в аналогичном документальном фильме После стольких лет режиссёра Рикардо Франко (см.:  Архивная копия от 24 октября 2008 на Wayback Machine). Обе ленты стали важными для испанского общества вехами расчёта с прошлым.
В 2005 году биографический документальный фильм был снят о нём самом (см.:  Архивная копия от 4 апреля 2012 на Wayback Machine).

## Литературное творчество
Автор стихотворений, фантастических новелл, эссеистики, новейшее воплощение проклятого поэта. Переводил Кэрролла, Эдварда Лира, выступал киносценаристом. Стихи Леопольдо Марии Панеро насыщены старыми и современными культурными аллюзиями (особую роль в этих отсылках играет кино), при этом они всегда автобиографичны и хотя, на первый взгляд, безжалостно направлены на самоуничтожение, его поэзия, как писал о ней Пере Жимферрер (1971), утверждает «не разрушение юности, но её триумф, а, тем самым, разрушение и ниспровержение разума взрослых».

## Произведения

### Стихотворения
- Por el camino de Swan (1968).
- Así se fundó Carnaby Street (1970)
- Teoría (1973).
- Narciso en el acorde último de las flautas (1979).
- Last River Together (1980)
- El que no ve (1980)
- Dioscuros (1982)
- El último hombre (1984)
- Antología (1985)
- Poesía 1970—1985 (1986)
- Contra España y otros poema de no amor (1990)
- Agujero llamado Nevermore (1992, избр. стихи 1968—1992)
- Heroína y otros poemas (1992)
- Piedra negra o del temblar (1992)
- Orfebre (1994)
- Tensó (1996)
- El tarot del inconsciente anónimo (1997)
- Guarida de un animal que no existe (1998)
- Abismo (1999)
- Teoría lautreamontiana del plagio (1999)
- Poemas del Manicomio de Mondragón (1999)
- Suplicio en la cruz de la boca (2000)
- Teoría del miedo (2000)
- Poesía Completa (1970—2000) (2001)
- Águila contra el hombre: poemas para un suicidamiento (2001)
- Me amarás cuando esté muerto (2001)
- ¿Quién soy yo?: apuntes para una poesía sin autor (2002)
- Buena nueva del desastre (2002)
- Poemas del manicomio del Dr. Rafael Inglot (2002)
- Conversación (2003)
- Esquizofrénicas o la balada de la lámpara azul (2004)
- Erección del labio sobre la página (2004)
- Danza de la muerte (Igitur, 2004)
- Poemas de la locura seguido por El hombre elefante (2005)
- Presentación del superhombre (2005)
- Páginas de excremento o dolor sin dolor (2008, рукописное издание с рисунками автора)
- Sombra (2008)
- Traducciones/ Perversiones (2011)

### Проза
- En lugar del hijo (1976), книга фантастических новелл)
- Dos relatos y una perversión (1984, повести).
- Palabras de un asesino (1999)
- Los héroes inútiles (2005, переписка)
- Papá, dame la mano que tengo miedo (2007)
- Cuentos completos (2007, полное собрание новеллистики)

### Эссе
- Mi cerebro es una rosa (1998)
- Prueba de vida. Autobiografía de la muerte (2002)